# Regine Igel

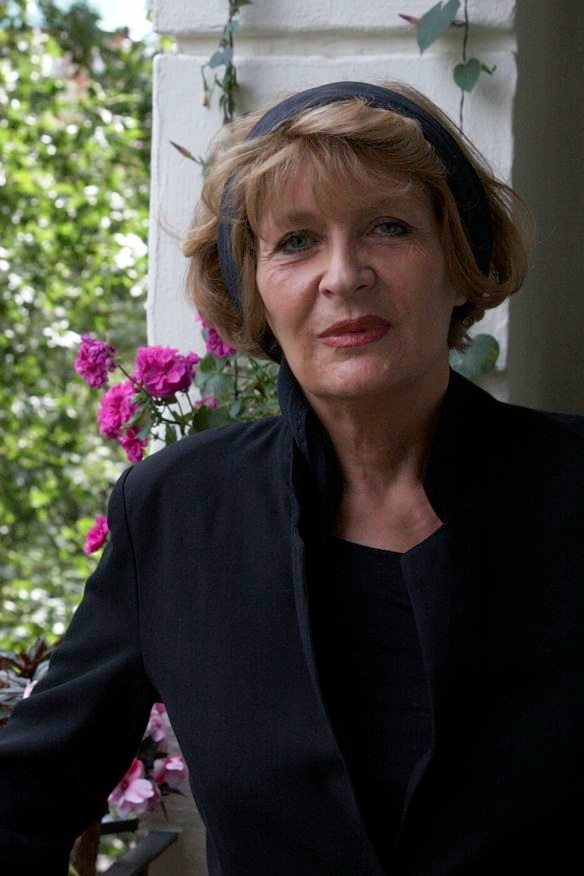
Regine Igel (2012)

Regine Igel (* 1948) ist eine deutsche investigative Journalistin und Autorin politischer Sachbücher. Sie behandelt mögliche Verwicklungen von Terroristen und Geheimdiensten, vor allem solchen Italiens und beider deutscher Staaten während des Kalten Krieges.

## Leben
Nach dem 1967 in Hamburg bestandenen Abitur studierte Igel Sozialwissenschaften und Germanistik. Sie schrieb unter anderem für die Süddeutsche Zeitung, Die Zeit, die Neue Zürcher Zeitung, den Freitag und die taz und erstellte Radio-Features für verschiedene Rundfunksender. Für ihr Buch Silvio Berlusconi. Eine italienische Karriere erhielt sie 1992 den Bausch-Media-Förderpreis. Nach 18 Jahren in Italien kehrte sie im Jahr 2001 nach Berlin zurück.

## Publizistische Schwerpunkte

### Terrorismus in Italien
Ihre Bücher behandeln vor allem die Verstrickung der italienischen Politik mit der organisierten Kriminalität sowie die kontroverse Rolle von Geheimdiensten im italienischen Terrorismus während der sogenannten Anni di piombo und beschäftigen sich mit deren vermuteter Strategie der Spannung. Für ihre Bücher Andreotti. Politik zwischen Geheimdienst und Mafia und Terrorjahre. Die dunkle Seite der CIA in Italien sichtete sie Akten der italienischen Justiz und parlamentarischer Untersuchungskommissionen und führte Interviews mit Ermittlern.
In seiner am Institut für Zeitgeschichte entstandenen Dissertation über Staat und Terrorismus in Italien schreibt Tobias Hof über Igels Terrorjahre wie andere neuere Arbeiten, sie „enttäuschen vielfach, versteifen sich auf Verschwörungstheorien und setzen sich mit dem aktuellen Forschungsstand nur unzulänglich auseinander“. Die Rezension  zu Andreotti. Politik zwischen Geheimdienst und Mafia im Jahrbuch Extremismus & Demokratie bezeichnete das Buch 1998 als Ausfluss einer „gigantischen Verschwörungstheorie“, die in vielen italienischen Publikationen über das Nachkriegsitalien zu finden sei.

### Terrorismus in der Bundesrepublik Deutschland
In diesem Zusammenhang publizierte Igel unter anderem in der politikwissenschaftlichen Zeitschrift Blätter für deutsche und internationale Politik über die in Deutschland kaum bekannte Zusammenarbeit zwischen der italienischen Terrorgruppe Rote Brigaden und der deutschen Rote Armee Fraktion vor allem bei der Entführung und Ermordung des Politikers Aldo Moro 1978. Dabei stellte sie auf der Basis italienischer Ermittlungsergebnisse, nach denen sie die Unterwanderung der Roten Brigaden durch Geheimdienste als erwiesen ansah, die These auf, dass das auch für die RAF gelte. Die Tatsache, dass dieser Zusammenhang in Deutschland praktisch unbekannt sei und nie gerichtlich untersucht wurde, begründet sie mit der gesetzlich festgelegten Weisungsgebundenheit der deutschen Staatsanwälte durch die Politik und auch damit, dass ehemalige Terroristen in Italien mit der Justiz zusammengearbeitet haben. Anders als in Italien würde auf diese Weise die Untersuchung der Verwicklung staatlicher Stellen in den Terrorismus in Deutschland blockiert.
Über diese Arbeiten urteilte die Zeithistorikerin Petra Terhoeven in ihrer Untersuchung Deutscher Herbst in Europa, Igel leiste „alles andere als eine seriöse beziehungsgeschichtliche Untersuchung der beiden Organisationen“; es gehe ihr „vor allem um die Skandalisierung vorgeblicher Versäumnisse der Geschichtswissenschaft“. Im „investigativen Überschwang“ mische sie mit den Ergebnissen parlamentarischer Untersuchungen „rein spekulative, teilweise jeder politischen Logik zuwiderlaufende Vermutungen über eine Verstrickung sämtlicher zeitgenössisch tätiger Geheimdienste in die Terrorismus-Problematik“.

### Die DDR-Staatssicherheit als Terrorunterstützer
Für ihr 2012 erschienenes Buch Terrorismus-Lügen wertete Igel Akten des Ministeriums für Staatssicherheit der DDR aus, aus denen sie auf eine aktive Zusammenarbeit mit der RAF vor allem in den 1980er Jahren schließt. Bisher war die Auffassung verbreitet, dass einige bisherige RAF-Mitglieder, als sie sich Anfang der 1980er Jahre in die DDR begaben, als „Aussteiger“ zur Ruhe setzten. Laut Igel wurden diese aber unter anderem von der Spezialeinheit AGM/S der Stasi in paramilitärischen Techniken geschult und reisten mehrfach nach Westdeutschland, was westdeutschen Sicherheitsbehörden laut von ihr gefundenen INPOL-Dokumenten bekannt gewesen sein konnte. Zudem vertritt Igel die These, dass die Stasi auch rechtsextreme Terroristen in Westdeutschland gefördert habe und führende internationale Terroristen wie die Leiter der Japanischen Roten Armee und die Palästinenser Abu Daud, Abu Nidal und Zaki Helou für die Stasi als Agenten tätig gewesen seien.
Sven Felix Kellerhoff gewinnt dem Buch in Die Welt positive Aspekte ab, allerdings „verschwimmt“ der Autorin laut Kellerhoff „die Grenze zwischen seriöser Aktenrecherche und Verschwörungstheorien manchmal stark“; ihn „stören ihre oft allzu locker formulierten Andeutungen, die dem Ernst der Sache unangemessen“ seien. Laut der Rezension in Sehepunkte verstricke sich Igel oft in verschwörungstheoretischen Andeutungen, und Fakten, die die Hauptthese nicht stützen, würden konsequent ausgeblendet. Der Politikwissenschaftler Eckhard Jesse beschrieb Igels Ergebnisse als „Spekulationen, die zum Teil in Verschwörungstheorien übergehen“. Der DDR-Experte Karl Wilhelm Fricke bezeichnete das Buch im Deutschlandfunk als „ernstzunehmenden Beitrag zur Geschichte des deutschen und internationalen Terrorismus und seiner Vernetzungen mit dem MfS und dem KGB“, der „eine Fülle bislang kaum gekannter oder bekannter Fakten zutage gefördert“ habe, daraus aber Schlussfolgerungen ziehe, die „zuweilen zu puren Verschwörungstheorien“ gerieten. Der Historiker Ilko-Sascha Kowalczuk attestierte dem Buch eine „vage empirische Grundlage“ und eine „zweifelhafte Methode“.

## Bücher
- Berlusconi. Eine italienische Karriere. Moewig, München 1990, ISBN 3-8118-1155-X.
- Andreotti. Politik zwischen Geheimdienst und Mafia. Herbig, München 1996, ISBN 3-7766-1951-1.
- Das andere Venedig: Wahre Kriminalgeschichten aus der Lagunenstadt. Lamuv, Göttingen 2004, ISBN 3-88977-641-8 (E-Book-Ausgabe: Allitera, München 2014, ISBN 978-3-86906-595-3).
- Terrorjahre. Die dunkle Seite der CIA in Italien. Herbig, München 2006, ISBN 3-7766-2465-5.
- Terrorismus-Lügen. Wie die Stasi im Untergrund agierte. Herbig, München 2012, ISBN 978-3-7766-2698-8.

## Aufsätze und Essays
- Über den Standort historischer Arbeit im Namen Franz Mehrings (Vortrag gehalten auf der Gründungsversammlung der Franz-Mehring-Gesellschaft). Köln 1977.
- Linksterrorismus fremdgesteuert? Die Kooperation von RAF, Roten Brigaden, CIA und KGB, In: Blätter für deutsche und internationale Politik, Ausgabe 10/2007, Oktober 2007
- Strategie der Spannung - Italiens Terror und die CIA In: Blätter für deutsche und internationale Politik, Ausgabe 07/2004, Juli 2004
- mit Udo Schulze: Aufklären oder nicht aufklären, das ist hier die Frage – Merkwürdiges Eilverfahren gegen Thomas Kram in Stammheim. In: Betrifft Justiz, Juni 2009.
- Wie viel Heimat braucht der Mensch? Migranten, Vertriebene und Ostdeutsche im Blickfeld der Psychologie. In: Neue Zürcher Zeitung, 27. August 2005.
- Zahlreiche Aufsätze zu Politik und Kultur in: Zibaldone. Zeitschrift für italienische Kultur der Gegenwart.
- Traumwelten. Federico Fellini und sein Psychoanalytiker Ernst Bernhard. Essay. In: Psychologie heute, Heft 8/2010
  - abgeändert bei Deutschlandfunk und in der Frankfurter Rundschau.
- Die P2-Loge und die geheimen Gladio-Truppen in Italien. In: Andreas Anton, Michael Schetsche, Michael Walter (Hrsg.): Konspiration. Soziologie des Verschwörungsdenkens. Springer VS, Wiesbaden 2014, S. 69–89 (eingeschränkte Vorschau in der Google-Buchsuche).

## Radiobeiträge
- Der Fall Aldo Moro - Auf den Spuren italienisch-amerikanischer Geheimpolitik. bei SWR2 Wissen, 24. Juli 2006
- Rote Brigaden und RAF - Terror in Italien und Deutschland. bei SWR2 Wissen, 7. September 2007
- Der Schriftsteller Leonardo Sciascia – Aufklären über die Mafia bei WDR3,  7. September 2019